# ديميانكا
ديميانكا (Démianka ) هو اسم نهر روسي، يبلغ طوله 1160 كم، وهو رافد على يسار نهر إيرتيش (Irtych) بحوض نهر أوب (Ob) وهو ينبع من مستنقعات فاسيوغان (Vassiougan) يجري بسهل سيبيريا الوسطى.
- يمسح حوضه 34800 كم مربع .